# Koksan
Koksan (kor. 곡산군, Koksan-gun) – powiat w Korei Północnej, w prowincji Hwanghae Północne. W 2008 roku liczył 120 693  mieszkańców. Graniczy z powiatami Sinp’yŏng od północy, Suan od zachodu, Sin’gye od południa oraz P’an’gyo (prowincja Kangwŏn) od wschodu. Gospodarka powiatu oparta jest na rolnictwie. Przez powiat przebiega droga szybkiego ruchu łącząca Pjongjang i Wŏnsan, a także 142-kilometrowa linia kolejowa Ch’ŏngnyŏn Ich’ŏn (kor. 청년이천선), łącząca powiaty P’yŏngsan (prowincja Hwanghae Północne) i Sep’o w prowincji Kangwŏn.

## Historia
Przed wyzwoleniem Korei spod okupacji japońskiej, teren powiatu był podzielony na 12 miejscowości (kor. myŏn) oraz 69 wsi (kor. ri). W wyniku zmiany podziału administracyjnego w grudniu 1952 roku, w skład powiatu weszły tereny miejscowości Koksan, Ch'onggye, Unjung, Dohwa; trzy wsie należące do miejscowości Sŏch'on; dwie wsie miejscowości Dongch'on oraz miejscowość Ch'on, należąca poprzednio do powiatu Sin’gye. Powiat Koksan liczył wówczas jedno miasteczko (Koksan-ŭp) oraz 17 wsi.

## Podział administracyjny powiatu
W skład powiatu wchodzą następujące jednostki administracyjne:
| Nazwa jednostki administracyjnej | Rodzaj jednostki administracyjnej | Chosŏn’gŭl |
| -------------------------------- | --------------------------------- | ---------- |
| Koksan-ŭp                        | miasteczko                        | 곡산읍     |
| Songrim-ri                       | wieś                              | 송림리     |
| Hoam-ri                          | wieś                              | 호암리     |
| Munyang-ri                       | wieś                              | 문양리     |
| Ch'ŏngsong-ri                    | wieś                              | 청송리     |
| Kosŏng-ri                        | wieś                              | 고성리     |
| Kyesu-ri                         | wieś                              | 계수리     |
| Ch'op'yŏng-ri                    | wieś                              | 초평리     |
| Dŏkhŭng-ri                       | wieś                              | 덕흥리     |
| Ryongam-ri                       | wieś                              | 룡암리     |
| Dongsan-ri                       | wieś                              | 동산리     |
| Serim-ri                         | wieś                              | 세림리     |
| Sahyŏn-ri                        | wieś                              | 사현리     |
| Wŏlyang-ri                       | wieś                              | 월양리     |
| Sŏchon-ri                        | wieś                              | 서촌리     |
| Mugal-ri                         | wieś                              | 무갈리     |
| Kyerim-ri                        | wieś                              | 계림리     |
| P’yŏng'am-ri                     | wieś                              | 평암리     |
| Ryul-ri                          | wieś                              | 률리       |
| Orip'o-ri                        | wieś                              | 오리포리   |
| Hyŏn'am-ri                       | wieś                              | 현암리     |